# Begraafplaats van Pottes
De Begraafplaats van Pottes is een gemeentelijke begraafplaats in het Belgische dorp Pottes (een deelgemeente van Celles. De begraafplaats ligt langs de weg naar Escanaffles op ruim 500 meter ten noordoosten van het dorpscentrum (voormalig gemeentehuis). Ze heeft een rechthoekig grondplan en wordt omsloten door een bakstenen muur. De toegang bestaat uit een tweedelig traliehek tussen hardstenen zuilen.

## Britse oorlogsgraven
Op de begraafplaats bevinden zich twee Britse oorlogsgraven uit de Eerste Wereldoorlog. De graven zijn van J. M. Mayman en C. Rothwell, beiden soldaat bij het York and Lancaster Regiment en 19 jaar oud toen zij sneuvelden op 5 november 1918. Zij werden hier na de oorlog vanuit het gehucht Guermignies herbegraven. De graven worden onderhouden door de Commonwealth War Graves Commission, waar ze geregistreerd staan als Pottes Communal Cemetery. 